# Serbie aux Jeux méditerranéens de 2018
Cet article contient des informations sur la participation et les résultats de la Serbie aux Jeux méditerranéens de 2018 à Tarragone en Espagne.

## Médailles

### Or
| Sport              | Discipline                         | Sportifs                                           |
| Médailles d'or : 8 |                                    |                                                    |
| Canoë-kayak        | K-1 500 mètres femmes              | Milica Starovic                                    |
| Karaté             | Moins de 50 kg femmes              | Jelena Milivojcevic                                |
| Natation           | 200 m nage libre hommes            | Velimir Stjepanović                                |
| Natation           | 200 m papillon hommes              | Velimir Stjepanović                                |
| Natation           | 4 × 100 m nage libre hommes        | Aleksa Bobar Ivan Lender Andrej Barna Uroš Nikolić |
| Tir                | Carabine à air comprimé 10m hommes | Milutin Stefanovic                                 |
| Tir                | Pistolet à air comprimé 10m hommes | Damir Mikec                                        |
| Tir                | Carabine à air comprimé 10m femmes | Andrea Arsovic                                     |

### Argent
| Sport                  | Discipline                         | Sportifs                                                 |
| Médailles d'argent : 8 |                                    |                                                          |
| Canoë-kayak            | K-1 200 mètres hommes              | Marko Dragosavljevic                                     |
| Lutte                  | Greco-Romaine 77 kg hommes         | Davor Štefanek                                           |
| Natation               | 50 m brasse hommes                 | Čaba Silađi                                              |
| Natation               | 100 m brasse hommes                | Čaba Silađi                                              |
| Natation               | 4 × 200 m nage libre hommes        | Aleksa Bobar Ivan Lenđer Andrej Barna Uroš Nikolić       |
| Natation               | 4 × 100 m quatre nages hommes      | Uroš Nikolić Velimir Stjepanović Ivan Lenđer Čaba Silađi |
| Natation               | 400 m Quatre nages femmes          | Anja Crevar                                              |
| Tir                    | Pistolet à air comprimé 10m femmes | Zorana Arunovic                                          |

### Bronze
| Sport                   | Discipline                 | Sportifs                         |
| Médailles de bronze : 4 |                            |                                  |
| Canoë-kayak             | K-2 500 mètres hommes      | Ervin Holpert Vladimir Torubarov |
| Karaté                  | Plus de 84 kg hommes       | Slobodan Bitevic                 |
| Lutte                   | Gréco-Romaine 87 kg hommes | Vladimir Stankić                 |
| Lutte                   | Gréco-Romaine 97 kg hommes | Mihail Kajala                    |